# بسمالخ
بِسمالِخ بالفرنسية (Bismalikh) قرية تابعة لمحافظة اللاذقية وناحية بيت ياشوط في منطقة جبلة. تتميز هذه القرية بارتفاعها عن سطح البحر إذ يقترب ارتفاع قسمها العُلوي على 1000 م، كما أن لها إطلالة على الساحل السوري والبحر الأبيض المتوسط .
للوصول إلى هذه القرية هناك طريقين : الأول وهو الأقدم عن طريق بيت ياشوط مروراً في عين قيطة وهو طريق متعرج يعدُّ الأقرب إلى المراكز الإدارية، الثاني من جهة قرية معرين في الجنوب .

## التاريخ
مثل كل قرى جبال العلويين ففي هذه القرية آثار لأناس سكنوها قبل العلويين كبقايا النواغيس والبيوت القديمة.

## السكان
تعتبر هذه القرية كمثال حي على الهجرة من الأرياف إلى التجمعات السكانية الكبرى، إذ أن نسبة مرتفعة جداً من أبنائها سافروا، وتكاد تكون هذه القرية شبه خالية في الشتاء وذلك بسبب نقص الخدمات من جهة وبرودة الطقس في الشتاء ونقص الموارد من جهة أخرى.